# Протопоповское сельское поселение
Протопоповское се́льское поселе́ние — муниципальное образование в Любинском районе Омской области Российской Федерации.
Административный центр — село Протопоповка.

## История
Статус и границы сельского поселения установлены Законом Омской области от 30 июля 2004 года № 548-ОЗ «О границах и статусе муниципальных образований Омской области».

## Население
| 2010  | 2011  | 2012  | 2013  | 2014  | 2015  | 2016  |
| ----- | ----- | ----- | ----- | ----- | ----- | ----- |
| 1036  | ↗1037 | ↗1051 | ↗1060 | ↘1055 | ↗1070 | →1070 |
| 2017  | 2018  | 2019  | 2020  | 2021  | 2023  |       |
| ↗1071 | ↘1065 | ↗1067 | ↘1058 | ↘1005 | ↗1009 |       |

## Состав сельского поселения
| № | Населённый пункт | Тип населённого пункта       | Население |
| - | ---------------- | ---------------------------- | --------- |
| 1 | Кочки            | деревня                      | ↗250      |
| 2 | Протопоповка     | село, административный центр | ↘488      |
| 3 | Ровная Поляна    | деревня                      | 298       |